# Chase This Light
Chase This Light é o sexto álbum de estúdio da banda Jimmy Eat World, lançado a 16 de Outubro de 2007. O disco estreou no nº 5 da Billboard 200, vendendo cerca de 62 mil unidades na primeira semana. A 26 de Janeiro de 2008, o álbum tinha vendido 164 mil cópias nos Estados Unidos.

## Faixas
Todas as faixas por Jimmy Eat World.
1. "Big Casino" – 3:40
2. "Let It Happen" – 3:25
3. "Always Be" – 3:04
4. "Carry You" – 4:22
5. "Electable (Give It Up)" – 2:56
6. "Gotta Be Somebody's Blues" – 4:46
7. "Feeling Lucky" – 2:32
8. "Here It Goes" – 3:26
9. "Chase This Light" – 3:29
10. "Firefight" – 3:53
11. "Dizzy" – 4:56

## Créditos
- Jackson Adkins – Vocal
- John Fields – Baixo, teclados
- Eva Lind – Vocal
- Stephen Lu – Teclados
- Amy Ross – Vocal